# 麻生しおり
麻生 しおり（あそう しおり、1964年4月28日 - ）は、日本の歌手、ローカルタレント。株式会社ハブ・マーシー所属。旧芸名は麻生 詩織。

## 来歴・人物
青森県青森市出身。地元のカネ長武田百貨店の文房具売り場店員、東京の広告代理店勤務を経て、テレビ朝日の「はぐれ刑事純情派」の劇中挿入歌「恋唄綴り」の歌手オーディションを受験し合格。1989年にポリスターレコードから歌手デビューを果たす。その後、1996年から東芝EMIに移籍するが、すぐにアップフロントワークスへ移籍。そして、デビュー20年目を迎えた2008年には徳間ジャパンコミュニケーションズに移籍している。
ラジオパーソナリティーとしても活躍しており、『歌うヘッドライト』ではエンディングテーマの「夜明けの仲間たち」も歌っていた。同曲は『江奈滋家の食卓』のエンディングテーマにも使われている。
2008年2月4日、デビュー20年目を機に改名。

## ディスコグラフィー

### シングル

#### 麻生詩織名義
1. 恋唄綴り（作詞：荒木とよひさ／作曲：堀内孝雄／編曲：川村栄二 1989年5月25日）
  - テレビ朝日系ドラマ「はぐれ刑事純情派」挿入歌
  - その後、堀内孝雄のセルフカヴァー版が同番組の主題歌に起用された。
2. ゆうべの秘密（作詞：タマイチコ／作曲：中洲朗／編曲：森岡賢一郎・川村栄二1990年7月25日）
  - 小川知子のカヴァー
3. 帰りたくない夜（作詞・作曲：伊藤薫／編曲：今泉敏郎 1991年4月25日）
  - テレビ朝日系「トゥナイト」エンディング・テーマ
4. 泣いて泣いて（作詞・作曲：伊藤薫／編曲：川村栄二 1992年1月25日）
  - Ｃ／Ｗ　夜明けの仲間たち（作詞：山川啓介／作曲：三木たかし／編曲：川村栄二）
  - TBSラジオ系「いすゞ歌うヘッドライト〜コックピットのあなたへ〜」エンディング・テーマ
5. 背中めがけて投げキッス（作詞・作曲：杉本真人／編曲：今泉敏郎 1992年9月26日）
6. ろくでなし（作詞：荒木とよひさ／作曲：堀内孝雄／編曲：川村栄二 1993年2月25日）
  - テレビ朝日系「邦子と徹のあんたが主役」エンディング・テーマ
7. 紅葉前線（作詞：たきのえいじ／作曲：国安修二／編曲：若草恵 1993年10月25日）
  - テレビ東京系「いい旅・夢気分」エンディング・テーマ
8. 忍冬（すいかずら）（作詞：たきのえいじ／作曲：聖川湧／編曲：若草恵 1994年6月25日）
9. みちのく本線（作詞：たきのえいじ／作曲：聖川湧 1995年3月25日）
10. シナリオ（作詞：たきのえいじ／作曲：金田一郎／編曲：川口真 1996年5月29日）
  - TBSテレビ系ドラマ30『愛がほしい』主題歌
11. おもいでジェラシー（作詞：たきのえいじ／作曲：金田一郎／編曲：川口真 1997年9月10日）
12. 北国はいいよね（作詞・作曲：伊藤薫／編曲：川村栄二 2002年11月20日）
13. 夢の降る街（作詞：別所秀彦／作曲：別所芳彦／編曲：梅垣達志 2004年1月28日）

#### 麻生しおり名義
- 春のジャケット（作詞・作曲：伊藤薫／編曲：矢野立美 2008年11月5日・徳間ジャパンコミュニケーションズ）
- ラジオ体操第1 津軽弁（2011年8月31日・テイチクエンタテインメント・配信限定）

#### SPADE（伊藤秀志とのユニット）として
- シンフォニー/愛の規則（ルール）
- 夏の忘れもの/MAINE（マイネ）

#### その他
- 2010年12月に放送された｢ラジソン｣では｢風の色 ～color of the wind～｣(古坂大魔王が作詞･作曲などを手がけた)を歌い、青森県内のローソンでCDが発売された。

### アルバム

#### 麻生詩織名義
- 恋唄綴り（1990年8月25日）
- 帰りたくない夜（1991年11月25日）

#### 麻生しおり名義
- 粋〜SuI〜（2013年7月5日）

### ベストアルバム

#### 麻生詩織名義
- 麻生詩織ベスト〜恋唄綴り・みちのく本線〜（1995年6月25日）
- 全曲集（1996年10月23日）
- 全曲集（1997年10月22日）
- 麻生詩織 全曲集〜北国はいいよね〜（2003年5月21日）

## 放送番組出演
- 麻生しおりの土曜はキュン（RABラジオ 2014年10月 - 。毎週土曜9時 - 12時）
- あおもりTODAY（RABラジオ 毎週月曜日担当）
- 江奈滋家の食卓・「江奈滋しおり」役（RABテレビ 月1回放送・2011年3月11日に発生した東日本大震災の影響により無期限休止し、最終的に打ち切りとなった。）
- RABラジオチャリティミュージックソン（RABラジオ 2005年から2008年は｢詩織ふれあい号｣で参加・2009年以降はメインパーソナリティを担当。）
- 人生、食べるが元気!（RABテレビ 2010年2月 - ）
- 南部町発!達者村SHOW（RABテレビ 2009年11月 - 2010年1月）
- FMトワイライト（NHK名古屋放送局FMラジオ放送 毎週木曜日担当。2006年3月で降板。）
- うたナビ21（歌謡ナビ21）（地方テレビ局）
- ミュージックスクランブル（ニッポン放送を除くNRN系列、現在は降板。）
- 蔵間のハイ、今日も待ったなし!→琴剣のハイ、今日も待ったなし!（終了）
- もぎたてのカボチャたち（CBCラジオ 1993年10月 - 1996年3月火曜日担当、現在は終了）
- いすゞ歌うヘッドライト〜コックピットのあなたへ〜（1991年4月 - 1995年3月、現在は終了）

## CM
- コンノハウス（青森県内のみ）
- 丸美屋食品（麻婆豆腐）
- プラズマゲルマニウム研究所（青森県内のみ）